# Eunice Kirwa
Eunice Kirwa, född den 20 maj 1984 i Kenya, är en bahrainsk friidrottare.
Han tog OS-silver i maraton i samband med de olympiska friidrottstävlingarna 2016 i Rio de Janeiro..